# Andrzej Rozenek

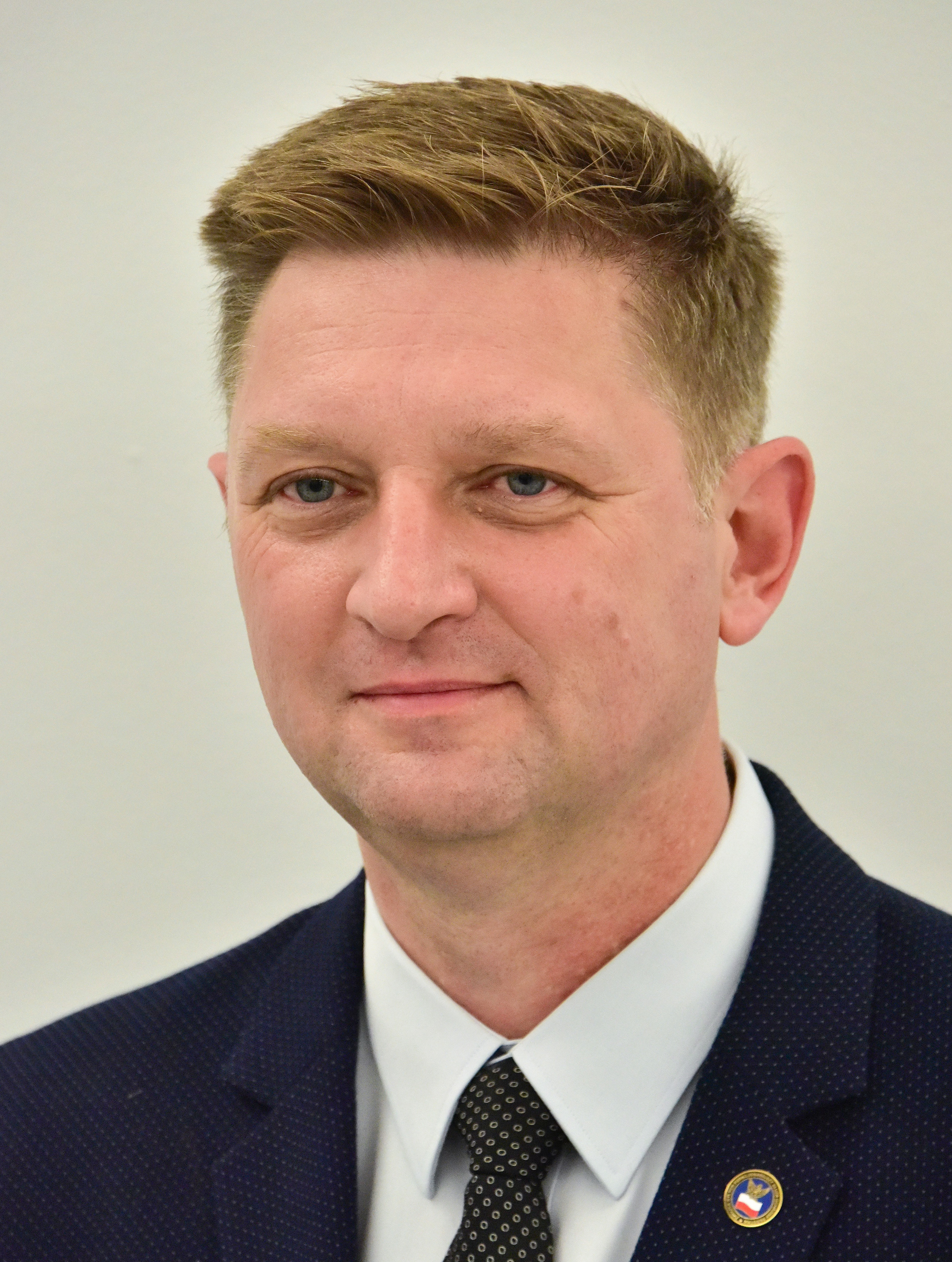
Andrzej Rozenek

Andrzej Tadeusz Rozenek (* 17. März 1969 in Warschau) ist ein polnischer Journalist und Politiker (SLD, Twój Ruch, PPS, PO). Er gehörte von 2011 bis 2015 und von 2019 bis 2023 dem Sejm in dessen VII. und IX. Wahlperiode an. Seit 2006 ist er (mit Unterbrechungen während seiner Abgeordnetenzeit) stellvertretender Chefredakteur der satirischen Wochenzeitschrift Nie.

## Berufliche Karriere
Rozenek studierte nach seinem Abitur ab 1988 Politikwissenschaft an der Universität Warschau, brach das Studium jedoch 1998 ohne Abschluss ab. Gleichzeitig war er bis 1995 Mitglied der Polnischen Studentenvereinigung, in der er zwei Kadenzen Leiter des Komitees der Universität Warschau und eine Kadenz Mitglied des nationalen Vorstandes war. 1992 bis 1993 war er zudem Leiter des akademischen Büros für Kultur und Kunst der Studentenvereinigung Alma-Art und Chefredakteur der Studentenzeitschrift Na Przekór (deutsch Zum Trotz).
1997 wurde Rozenek freier Mitarbeiter der satirischen Wochenzeitschrift Nie (deutsch: Nein), 1999 schließlich festangestellter Journalist für Investigatives. 2006 wurde er von Herausgeber Jerzy Urban zum stellvertretenden Chefredakteur der Wochenzeitschrift befördert. 2010 nahm er am internationalen Diskussionsklub Waldai teil. Nachdem dem zwischenzeitlichen Ausscheiden aus dem Sejm war er von 2015 bis 2019 erneut stellvertretender Chefredakteur von Nie und ist dieses wiederum seit 2024.

## Politik
Bei den Parlamentswahlen 1993 kandidierte Rozenek als Kandidat der Partei Sojusz Lewicy Demokratycznej (SLD) erstmals für den Sejm, das polnische Unterhaus, blieb jedoch erfolglos.
Bei den Parlamentswahlen 2011 stellte er sich als Kandidat der Partei Ruch Palikota des Unternehmers Janusz Palikot erneut zu Wahl. Im Wahlkreis 31 Kattowitz stimmten 15.793 Wähler für Rozenek, der damit ein Mandat für den Sejm erhielt. In der Folge wurde er zum Sprecher der Fraktion gewählt. Nach der Umwandlung der Bewegung in die Partei Twój Ruch gehörte er deren Vorstand an. Bei den Selbstverwaltungswahlen 2014 war er gemeinsamer Kandidat von Twój Ruch und der Partia Demokratyczna für das Amt des Stadtpräsidenten von Warschau. Mit 2,3 % der Stimmen verpasste er den Einzug in den zweiten Wahlgang. Dort unterstützte er sodann die amtierende Stadtpräsidentin Hanna Gronkiewicz-Waltz. Vor den Parlamentswahlen 2015 verließ er die Twój Ruch allerdings und stellte sich nicht erneut zur Wahl. Seit 2016 unterstützt er informell die regierungskritische Bürgerrechtsbewegung des Aktivisten Mateusz Kijowski.
Im Juni 2017 kehrte Rozenek zur SLD zurück. Bei der Wahl zum Stadtpräsidenten von Warschau im Oktober 2018 kandidierte für das Wahlbündnis aus SLD und Lewica Razem, erreichte aber lediglich 1,5 % der Stimmen. Bei der Parlamentswahl 2019 gelang ihm für die SLD die Rückkehr in den Sejm. Nachdem er 2021 nicht in die reorganisierte Fraktion Lewica aufgenommen worden war, musste er auch die SLD verlassen und schloss sich der Polnischen Sozialistischen Partei (PPS) an, die er bereits im August 2023 wieder verließ. Bei der Parlamentswahl 2023 kandidierte er als parteiloser Kandidat auf der Liste des Wahlbündnisses Koalicja Obywatelska (KO), wurde aber nicht gewählt. Nach der Wahl trat er der Platforma Obywatelska (PO) bei. Für die PO kandidierte er bei der Europawahl 2024 auf der KO-Liste, konnte aber erneut kein Mandat gewinnen.